# II. Konstantin (ellenpápa)
Constantinus II. Konstantin (? – 769. augusztus 6.) néven lépett fel a történelemben, és ezzel a 10. ellenpápa lett. Az egyházfőt megválasztó zsinaton több érdeket is képviselő pártok harcoltak egymás ellen. Amikor 767 júniusában meghalt I. Pál pápa, a katonaság képviselői Constantinust választották meg a keresztény egyház vezetőjének.
A szíriai Nepi városában született. Apját Tiberiusnak nevezték. Sohasem lépett papi pályára, a krónikák szerint Constantinus laikus volt, azonban bátyja hercegként nagy befolyással bírt a katonaság körében, így 767. július 5-én választották meg a legfőbb egyházi méltóság viselésére.
Azonban nem volt egyedül erre a hivatalra, hiszen a választók longobárdok által támogatott része Philippust jelölte erre a hivatalra, míg a klérus egyiküket sem támogatta. Erős lombard segítséggel végül 768-ban lemondatták, és IV. István pápa megválasztása és felszentelése után a Cella Nova kolostorba vonult el, ahol egy év múltán 769-ben meg is halt.